# Ie Alang Dayah
Ie Alang Dayah is een bestuurslaag in het regentschap Aceh Besar van de provincie Atjeh, Indonesië. Ie Alang Dayah telt 531 inwoners (volkstelling 2010).